# Teodoro de Samos

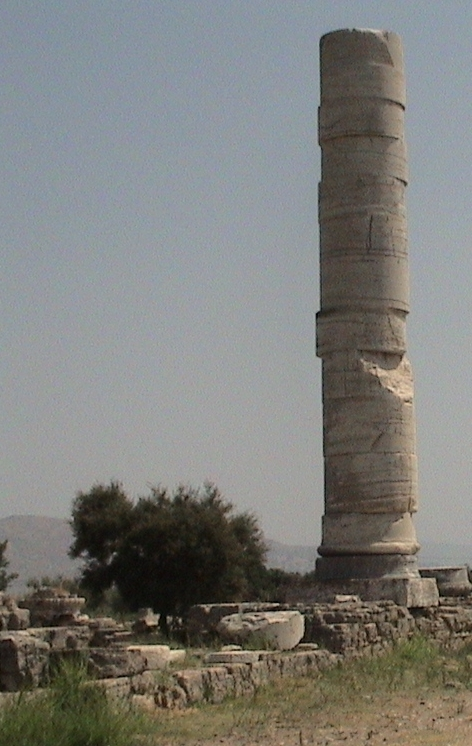
Ruinas del templo de Hera en Samos.

Teodoro de Samos (en griego antiguo: Θεόδωρος ὁ Σάμιος) fue un arquitecto, escultor e inventor de la isla de Samos de la Antigua Grecia, que vivió entre los siglos VII y VI a. C.
Se le atribuyen multitud de inventos, entre ellos el nivel, el cartabón, la regla, la llave y el desodorante. Pausanias atribuye a Teodoro y a Reco el invento de la fundición en hueco. Plinio el Viejo le atribuye la invención de un tipo de torno. 
Algunos textos lo describen como un artista sobresaliente. Utilizó la fundición de hierro para crear estatuas.
Vitrubio escribió que Teodoro fue el arquitecto del templo Hereo de Samos. También fue uno de los arquitectos de un templo de Juno destruido en la Antigüedad y participó en la consolidación del terreno del templo de Artemisa de Éfeso, y quizá también en su proyectación. Entre su obra se cuenta un anillo para Polícrates, un autorretrato de bronce, un cuenco de plata para Creso y varias gemas grabadas.